# 岩城親隆 (下総守)
岩城 親隆（いわき ちかたか）は、室町時代後期の武将。岩城氏10代当主。陸奥国大館城主。
岩城氏庶流・白土氏の出身であった岩城隆忠の次男として誕生。父・隆忠の代には嘉吉2年（1442年）からの嘉吉の内紛による一族の内訌を克服し、白土系岩城氏の優勢を確保していた。親隆も永享12年（1440年）、結城合戦での軍忠を賞され、室町幕府6代将軍・足利義教から御感書を下賜されている。寛正3年（1462年）、父・隆忠の死去を受け家督を継ぐ。
家督を継いだ親隆は、対立する岩城氏一門の岩崎氏や楢葉氏を滅ぼし勢力を広げた。また、文明6年（1474年）1月20日、結城政朝と同盟を結び、台頭しつつあった相馬高胤に対抗した。高胤はこの親隆の動きに対し、白河結城氏との友好関係の維持に努める一方で、岩城氏の同族で家中が乱れていた標葉氏への攻勢を強めることになる。
隠居し家督を子・常隆に家督を譲った後も共同統治し、常陸国の佐竹氏の内紛に介入するなどし勢力を広げた。
岩城氏の本城は父の代に従来の長友館から白土城に移転していたが、親隆は岩崎氏旧領の大館城に本城を移した。隠居後は白土城に留まっている。子・隆景は車城に進出し岩城氏系車氏の祖となっている。